# Академическая гребля на летних Олимпийских играх 2012 — восьмёрки (мужчины)
Соревнования прошли с 28 июля по 1 августа в Итон-Дорни.

## Призёры
| Золото | Серебро | Бронза |
| Германия Филип Адамски · Кристоф Вильке · Мартин Зауэр · Эрик Йоханнесен · Андреас Куффнер · Флориан Менниген · Лукас Мюллер · Максимилиан Райнельт · Рихард Шмидт | Канада Эндрю Бирнс · Гейбриел Берген · Джеремайя Браун · Роберт Гибсон · Уилл Крозерс · Даглас Чима · Конлин Маккейб · Брайан Прайс · Малкольм Ховард | Великобритания Ричард Эгинтон · Константин Лулудис · Мэттью Лэнгридж · Алекс Партридж · Том Рэнсли · Мохамед Сбихи · Грегори Сирл · Джеймс Фоад · Филан Хилл |

## Соревнования

### Квалификационные заезды
Победители квалификационных соревнований проходили в финал напрямую, остальные — в дополнительные заезды.

#### Заезд 1
| Место | Гребцы | Страна    | Время   | Прим. |
| ----- | --- | --------- | ------- | ----- |
| 1     | Дэвид Бэнкс, Грант Джеймс, Росс Джеймс, Уилл Миллер, Джузеппе Ланзоне, Стивен Каспрчик, Джейкоб Корнелиус, Бретт Ньюлин, Закари Влахос               | США       | 5:30.72 | Q     |
| 2     | Сэмюэл Лох, Фрэнсис Хегерти, Кэмерон Маккензи-Макхарг, Брин Кудрэй, Томас Суонн, Джошуа Бут, Мэтт Райан, Николас Пернелл, Тобиас Листер              | Австралия | 5:32.43 | R     |
| 3     | Марцин Бжезиньский, Пётр Юшчак, Миколай Бурда, Пётр Хойка, Збигнев Шодовский, Михал Шпаковский, Кристиан Арановский, Рафал Хеймей, Даниэл Трояновски | Польша    | 5:35.64 | R     |
| 4     | Антон Холяжников, Виктор Гребенников, Иван Тимко, Артём Мороз, Андрей Приведа, Валентин Клецкой, Олег Луков, Сергей Чуканов, Александр Коновалюк     | Украина   | 5:38.02 | R     |

#### Заезд 2
| Место | Гребцы | Страна         | Время   | Прим. |
| ----- | --- | -------------- | ------- | ----- |
| 1     | Филип Адамски, Кристоф Вильке, Мартин Зауэр, Эрик Йоханнесен, Андреас Куффнер, Флориан Менниген, Лукас Мюллер, Максимилиан Райнельт, Рихард Шмидт | Германия       | 5:25.52 | Q     |
| 2     | Эндрю Бирнс, Гейбриел Берген, Джеремайя Браун, Роберт Гибсон, Уилл Крозерс, Даглас Чима, Конлин Маккейб, Брайан Прайс, Малкольм Ховард            | Великобритания | 5:27.61 | R     |
| 3     | Сьёрд Гамбургер, Simon, Рогир Блинк, Маттиас Велленга, Роэль Браас, Джозеф Клаассен, Оливер Сьигеллаар, Михаэль Стигман, Питэр Вирсам             | Нидерланды     | 5:28.99 | R     |
| 4     | Эндрю Бирнс, Гейбриел Берген, Джеремайя Браун, Роберт Гибсон, Уилл Крозерс, Даглас Чима, Конлин Маккейб, Брайан Прайс, Малкольм Ховард            | Канада         | 5:37.91 | R     |

### Дополнительный заезд
Первые четыре позиции квалифицируются в финал A, остальные — в финал B.
| Место | Гребцы | Страна         | Время   | Прим. |
| ----- | --- | -------------- | ------- | ----- |
| 1     | Эндрю Бирнс, Гейбриел Берген, Джеремайя Браун, Роберт Гибсон, Уилл Крозерс, Даглас Чима, Конлин Маккейб, Брайан Прайс, Малкольм Ховард            | Великобритания | 5:26.85 | Q     |
| 2     | Эндрю Бирнс, Гейбриел Берген, Джеремайя Браун, Роберт Гибсон, Уилл Крозерс, Даглас Чима, Конлин Маккейб, Брайан Прайс, Малкольм Ховард            | Канада         | 5:27.41 | Q     |
| 3     | Сьёрд Гамбургер, Simon, Рогир Блинк, Маттиас Велленга, Роэль Браас, Джозеф Клаассен, Оливер Сьигеллаар, Михаэль Стигман, Питэр Вирсам             | Нидерланды     | 5:27.98 | Q     |
| 4     | Самюэль Лох, Францис Хегерти, Кемерон МакКензи МакГард, Врюн Кордвэй, Томас Свон, Джошуа Боч, Мэтт Райан, Николас Парнелл, Тобиас Листер          | Австралия      | 5:28.67 | Q     |
| 5     | Марцин Бжеженски, Пётр Южак, Миколай Бурда, Пётр Хойка, Збигнев Шодовски, Михаль Шпаковски, Кристиан Арановски, Рафаль Хеймей, Даниэль Трояновски | Польша         | 5:30.34 |       |
| 6     | Антон Холяжников, Виктор Гребенников, Иван Тимко, Артём Мороз, Андрей Приведа, Валентин Клецкой, Олег Луков, Сергей Чуканов, Александр Коновалюк  | Украина        | 5:42.19 |       |

### Финалы

#### Финал В
| Место | Гребцы | Страна  | Время   | Прим. |
| ----- | --- | ------- | ------- | ----- |
| 1     | Марцин Бжеженски, Пётр Южак, Миколай Бурда, Пётр Хойка, Збигнев Шодовски, Михаль Шпаковски, Кристиан Арановски, Рафаль Хеймей, Даниэль Трояновски | Польша  | 5:57.67 |       |
| 2     | Антон Холяжников, Виктор Гребенников, Иван Тимко, Артём Мороз, Андрей Приведа, Валентин Клецкой, Олег Луков, Сергей Чуканов, Александр Коновалюк  | Украина | 6:07.33 |       |

#### Финал А
| Место | Гребцы | Страна         | Время   | Прим. |
| ----- | --- | -------------- | ------- | ----- |
| 1     | Филип Адамски, Кристоф Вильке, Мартин Зауэр, Эрик Йоханнесен, Андреас Куффнер, Флориан Менниген, Лукас Мюллер, Максимилиан Райнельт, Рихард Шмидт | Германия       | 5:48.75 |       |
| 2     | Эндрю Бирнс, Гейбриел Берген, Джеремайя Браун, Роберт Гибсон, Уилл Крозерс, Даглас Чима, Конлин Маккейб, Брайан Прайс, Малкольм Ховард            | Канада         | 5:49.98 |       |
| 3     | Эндрю Бирнс, Гейбриел Берген, Джеремайя Браун, Роберт Гибсон, Уилл Крозерс, Даглас Чима, Конлин Маккейб, Брайан Прайс, Малкольм Ховард            | Великобритания | 5:51.18 |       |
| 4     | Дэвид Бэнкс, Грант Джэймс, Росс Джэймс, Уилл Миллер, Гьюсепп Ланзон, Стэфан Капржик, Яков Корнелиус, Брэтт Ньюлин, Захари Влахос                  | США            | 5:51.48 |       |
| 5     | Сьёрд Гамбургер, Simon, Рогир Блинк, Маттиас Велленга, Роэль Браас, Джозеф Клаассен, Оливер Сьигеллаар, Михаэль Стигман, Питэр Вирсам             | Нидерланды     | 5:51.72 |       |
| 6     | Самюэль Лох, Францис Хегерти, Кемерон МакКензи МакГард, Врюн Кордвэй, Томас Свон, Джошуа Боч, Мэтт Райан, Николас Парнелл, Тобиас Листер          | Австралия      | 5:51.87 |       |